# Казаган
Казаган (ум. 1358) — правитель Чагатайского улуса (1346—1358). Носил титул эмира, так как не был чингизидом.

## Приход к власти
Насчёт происхождения эмира Казагана В. В. Бартольд выражает два противоположных мнения: первое: «очень вероятно, что из каучинов происходил первый правитель Мавераннахра из чагатайских эмиров, Казаган (1346—1358)»; второе: Бартольд называет его «тюркским эмиром Казаганом». В персидских источниках Казаган упоминается в числе «турецких» (то есть тюркских) эмиров Мавераннахра.
Эмир Казаган, предводитель кочевой аристократии, выступил против чингизида Казан-хана, который был убит в сражении в 1346 году. Во время сражения сам Казаган лишился глаза, в который попала вражеская стрела. Эмир захватил власть, но титул хана принять не имел права: только потомки Чингисхана имели на него право. Однако с того времени ханы Чагатайского улуса были лишь номинальными правителями, реальная власть же принадлежала представителям кочевой аристократии, сначала Казагану, после Туглук-Тимуру, а затем и Тимуру.

## Правление
После гибели Казан-хана Чагатайский улус распался на два отдельных государства: Мавераннахр и Моголистан. Но Казаган сумел удержать власть. Он способствовал укреплению в стране шариата. При нём престол занимали ханы-чингизиды Данишмадча-оглан и Баянкули. В интересах кочевых феодалов Казаган совершал грабительские набеги на сопредельные страны, в том числе и на Герат (в 1351 году), подвластный курдским мамлюкам. Казаган вёл жизнь кочевого вождя, проводя зимовки и летовки на различных пастбищах и совершая набеги на Хорасан и Хорезм. Его внук эмир Хусейн ради достижения власти пошёл на сближение с эмиром Тимуром.

## Смерть
В 1358 году Казаган сам стал жертвой заговора Туглук-Тимура и Хисрау-Баян-Кули и был убит во время охоты. Вместо Казагана к власти пришёл его сын эмир Абдулла.